# Audi RS5
De Audi RS5 is een sportief model van de Duitse autoproducent Audi. De RS5 is het topmodel van de A5-reeks en staat nog boven de S5 gepositioneerd. De RS5 is ontwikkeld door quattro GmbH, die ook verantwoordelijk is voor de andere RS-modellen van Audi.

## Eerste generatie (2010-2015)
De auto werd in maart 2010 op de Autosalon van Genève gepresenteerd. De productie startte in de zomer van 2010. In eerste instantie kwam er alleen een tweedeurs coupé maar in 2013 verscheen er ook een cabriolet.

### Technisch
De RS5 heeft een doorontwikkelde versie van de ongeblazen V8-motor bekend van de vorige RS4 en de R8, deze hoogtoerige motor levert 30 pk meer, waardoor het totaal op 450 pk komt bij 8250 tpm. Het maximale koppel bedraagt 430 Nm, wat beschikbaar is tussen 4000 en 6000 tpm. Het inlaatsysteem van de motor is fijngeslepen, zodat hij vrijer kan ademen, en heeft nu een dubbele inlaat. De motor in de Audi RS4 haalde vaak zijn vermogen niet doordat hij niet genoeg lucht kreeg.
Vooralsnog wordt de RS5 standaard geleverd met een zeventraps S tronic-automaat met dubbele koppeling. Of er later een handgeschakelde zesversnellingsbak leverbaar wordt is niet bekend. De quattro vierwielaandrijving is traditiegetrouw standaard op de RS5 aanwezig en kan optioneel met het nieuwe sportdifferentieel, bekend van de Audi S4 B8, uitgerust worden. Het Torsen middendifferentieel is vernieuwd zodat het de krachten nog sneller en preciezer tussen de voor- en achteras verdeelt. De standaard krachtverdeling is 40:60 (voor:achter) maar indien nodig kan maximaal 70% van alle kracht naar voren of 85% naar achteren gestuurd worden. Tevens is er een zogenaamd Launch Control programma aanwezig, wat ervoor zorgt dat de S tronic de perfecte acceleratie vanuit stilstand maakt.
De RS5 weegt als coupé vóór de facelift 1725 kg, na de facelift 1690 kg. De Cabriolet heeft een automatisch bedienbaar stoffen klapdak, en weegt door de nodige extra verstevigingen 1895 kg.

### Uiterlijk
Het uiterlijk van de RS5 loopt in de pas met dat van de andere RS-modellen, wat betekent dat de auto twee ovale uitlaatpijpen, een zwarte honingraatgrille, verbrede wielkasten en nieuwe bumpers heeft. De voorbumper is in de stijl van de TT RS. De carrosserie is 20 mm verlaagd ten opzichte van de A5 en de auto heeft 19 inch lichtmetalen velgen. Verder is de RS5 voorzien van een wegklapbare achterspoiler die geïntegreerd is in de kofferbak. Deze komt bij een snelheid van 120 km/h om hoog en klapt bij 80 km/h weer naar beneden.

### Prestaties
De topsnelheid is net als andere Audi (RS) modellen begrensd op 250 km/u, maar tegen een meerprijs kan de limiet verhoogd worden naar 280 km/u. De sprint van 0–100 km/u gaat voor de facelift in 4,6 seconden. Na de facelift gaat daar dankzij het lagere gewicht 0,1 seconden vanaf. De zwaardere Cabriolet doet er 4,9 seconden over.

## Tweede generatie (2017-heden)
De tweede generatie RS5 werd op de Autosalon van Genève 2017 gepresenteerd als coupé. In tegenstelling tot zijn voorganger kwam er een jaar later ook een RS5 Sportback.

### Technisch
De grootste verandering ten opzichte van zijn voorganger is de motor. De atmosferische V8 is vervangen door de nieuwe 2.9 V6 TFSI. Dit turboblok is afkomstig uit de Porsche Panamera, maar levert voor de RS5 450 pk. Hoewel er dus geen extra pk's bijgekomen zijn, is het koppel gestegen met 170 Nm tot 600 Nm. Hierdoor sprint de RS5 nu in 3,9 seconden naar de 100 km/u. Tegelijkertijd zijn het verbruik en de CO2 uitstoot flink omlaag gegaan. Ook is het gewicht omlaag gegaan. Optioneel is er een koolstofvezel dak leverbaar, waardoor het zwaartepunt lager is wat het bochtengedrag ten goede komt. Het gewicht ligt nu op 1655 kg, 35 minder dan voorheen.

### Uiterlijk
De RS5 volgt de nieuwe RS-designtaal van de TT RS. Er zijn een zwarte honinggraat grille en grote zwarte luchtgaten. De voor- en achterbumper zijn agressiever en uit de diffusor steken twee ovale uitlaatpijpen. De auto staat standaard op 19-inch lichtmetaal, 20-inch staat op de optielijst.